# Совестный суд

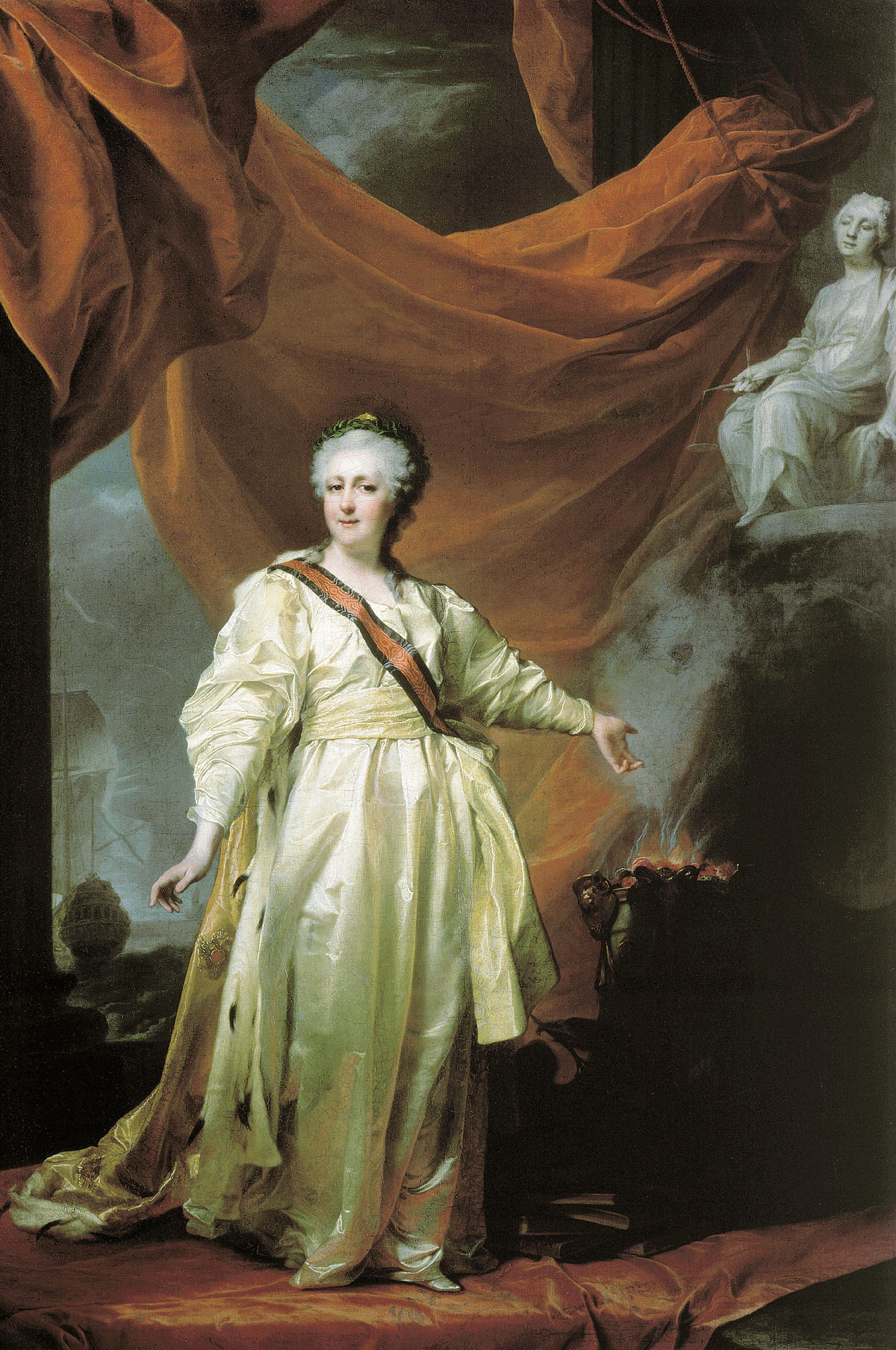
Екатерина II — законодательница в храме Правосудия (Левицкий Д. Г., 1783 год, Третьяковская галерея, Москва)

Совестный суд — губернский суд в Российской империи, созданный по инициативе Екатерины II в 1775 году для дополнительной защиты гражданских прав по отдельным категориям дел (малолетние обвиняемые и др.) на основании принципа «естественной справедливости». От суда требовалось контролировать законность заключения обвиняемых под стражу, пытаться произвести примирение сторон, освобождать общие суды от дополнительной нагрузки по запутанным делам и преступлениям, которые не представляли значительной общественной опасности.
Состоял из судьи и шести заседателей — по два от каждого из сословий: дворян, городского и сельского.
Рассматривал некоторые гражданские дела с целью примирения сторон, например, о разделах имущества между родственниками, и уголовные дела малолетних, невменяемых, глухонемых, а также совершённые при особо неблагоприятном стечении обстоятельств. Встречались дела о колдовстве, скотоложестве. Рассматривались дела о краже церковного имущества, укрывательстве правонарушителей, нанесении лёгких телесных повреждений.
Совестный суд учредила императрица Екатерина II, находясь под влиянием «Духа законов» Монтескьё и руководствуясь собственной перепиской с энциклопедистами. Решения этого суда должны были быть основаны, согласно повелению императрицы, на «естественном праве», а судья — руководствоваться «голосом сердца», а также «человеколюбием, почтением к особе ближнего и отвращением от угнетения».

Некоторые уголовные и гражданские дела особого характера сосредоточены были в губернском совестном суде. Из уголовных дел совестный суд ведал те, где источником преступления была не сознательная воля преступника, а или несчастие, или физический, либо нравственный недостаток, малолетство, слабоумие, фанатизм, суеверие и т. п.; из дел гражданских совестный суд ведал те дела, с которыми обращались к нему сами тяжущиеся стороны. В таких случаях совестный суд действовал, как наш мировой: он должен был прежде всего стараться мирить тяжущихся.
— В. О. Ключевский. Курс русской истории (1904).
Решения совестного суда не обладало в имущественных спорах законной силой, а судьи не имели полномочий приводить решение в действие; в случае отсутствия добровольного согласия фигурантов иск подлежал передаче в суд общей юрисдикции.
Упразднён указом Сената от 25 ноября 1866 года, согласно 51-й статье Положения от 19 октября 1865 года.